# And So I Watch You from Afar
And So I Watch You from Afar est un groupe britannique de rock instrumental créé à Belfast en Irlande du Nord. Le groupe est composé de quatre membres : Rory Friers et Niall Kennedy aux guitares, Johny Adger à la basse et Chris Wee à la batterie.

## Historique
Le groupe a été formé en 2005 et a sorti son premier mini-album This Is Our Machine and Nothing Can Stop It en 2007. Ce qui a été suivi par l'EP Tonight The City Burns. D'autre part, le groupe a aussi tourné avec de nombreux groupes tels que Oceansize, Clutch, Envy ou encore Them Crooked Vultures.
En 2009, le groupe a donné 170 concerts en Europe avant de sortir son premier album, du nom du groupe, en avril 2009, qui a été désigné comme étant le 6e meilleur album de 2009 par Rock Sound.
En 2010, le groupe sort un autre EP composé de quatre chansons, intitulé The Letters.
Leur deuxième album, Gangs, est sorti le 27 avril 2011.
Tony Wright a annoncé le 23 septembre de la même année son départ du groupe pour se consacrer à son projet solo VerseChorusVerse. Il a été remplacé peu de temps après par Niall Kennedy,.
Son quatrième album, Heirs, est sorti le 4 mai 2015,.

## Membres
- Rory Friers - Guitare
- Niall Kennedy - Guitare
- Jonathan Adger - Basse
- Chris Wee - Batterie, Percussions

## Discographie

### Albums studio
| Année                            | Album                                                                           | Position dans les Charts | Position dans les Charts |
| Année                            | Album                                                                           | Irlande                  | Royaume-Uni              |
| -------------------------------- | ------------------------------------------------------------------------------- | ------------------------ | ------------------------ |
| 2009                             | And So I Watch You from Afar - Sortie: 13 avril 2009 - Label: Smalltown America | —                        | —                        |
| 2011                             | Gangs - Sortie: 27 avril 2011 - Label: Richter Collective                       | 28                       | —                        |
| 2013                             | All Hail Bright Futures - Sortie: 15 mars 2013 - Label: Sargent House           | 81                       | —                        |
| 2015                             | Heirs - Sortie: 5 mai 2015 - Label: Sargent House                               | —                        | —                        |
| 2017                             | The Endless Shimmering - Sortie: 20 octobre 2017 - Label: Sargent House         | —                        | —                        |
| 2022                             | Jettison - Sortie: 18 février 2022 - Label: Velocity Records                    | —                        | —                        |
| 2024                             | Megafauna - Sortie: 9 août 2024 - Label: Pelagic Records                        | —                        | —                        |
| "—" désigne un titre non classé. |                                                                                 |                          |                          |

### Singles
| Année                            | Titre                           | Position dans les charts | Album                        |
| Année                            | Titre                           | Irlande                  | Album                        |
| -------------------------------- | ------------------------------- | ------------------------ | ---------------------------- |
| 2009                             | Set Guitars To Kill             | —                        | And So I Watch You from Afar |
| 2009                             | S Is For Salamander             | —                        | The Letters EP               |
| 2010                             | Straight Through The Sun        | —                        | Gangs                        |
| 2011                             | Search:Party:Animal             | —                        | Gangs                        |
| 2011                             | BeautifulUniverseMasterChampion | —                        | Gangs                        |
| "—" désigne un titre non classé. |                                 |                          |                              |

### EPs
| 2007                             | This Is Our Machine And Nothing Can Stop It - Formats: CD | — |
| 2007                             | Tonight The City Burns - Formats: CD                      | — |
| 2010                             | The Letters - Formats: CD                                 | — |
| "—" désigne un titre non classé. |                                                           |   |